# Entomofauna
Entomofauna is een in Oostenrijk uitgegeven halfjaarlijks verschijnend, voornamelijk Duitstalig entomologisch tijdschrift. Het tijdschrift werd opgericht door Maximilian Schwarz. Het verscheen in 1980 voor het eerst en bevat wetenschappelijke artikelen over insecten met een focus op taxonomie, biologie en ecologie.
Het tijdschrift wordt in gedrukte vorm gepubliceerd. De meeste artikelen zijn daarnaast vrij te downloaden.